# كارول غرو
كارول غرو (بالإنجليزية: Carol Grow)‏ هي عارضة وممثلة أمريكية، ولدت في 23 مايو 1971 في ليتل روك في الولايات المتحدة.

## وصلات خارجية
- كارول غرو على موقع IMDb (الإنجليزية)
- كارول غرو على موقع قاعدة بيانات الفيلم (الإنجليزية)